# Бумажный дом (фильм)
«Бумажный дом» (англ. Paperhouse) — британский кинофильм 1988 года, снятый в жанре тёмное фэнтези. Основан на романе Кэтрин Шторр «Сны Марианны» (1958). Получил Гран-При МКФ.

## Сюжет
Одиннадцатилетняя Анна плохо контактирует с окружающими и оттого чувствует себя одинокой и никем не понятой. Однажды она обнаруживает, что нарисованный ею домик начинает оживать в каждом её сне, и что она способна влиять на ход собственных сновидений, дополняя свой рисунок.
Поняв это, Анна через несколько дней становится полноправной хозяйкой своей собственной страны, куда легко перенестись, стоит только закрыть глаза и заснуть. Позже девочка начинает замечать, что события реальные и «нарисованные» постепенно приходят в какое-то странное взаимодействие друг с другом. Рисунок начинает поглощать её, контролировать её мысли, и, возможно, собирается её погубить.
Тонкая грань между реальностью и воображением размывается. Кошмар затягивает Анну в свою западню. Выберется ли она из своих страхов живой?

## В ролях
| Актёр         | Роль               |
| ------------- | ------------------ |
| Шарлотт Берк  | Анна Мэдден        |
| Бен Кросс     | Ден                |
| Гленн Хидли   | Кейт Мэдден        |
| Эллиотт Спирс | Марк               |
| Джемма Джонс  | доктор Сара Николс |
| Джейн Бертиш  | мисс Ванстоун      |

## Критика
Кинокритик Роджер Эберт поставил 4 звезды из 4 и назвал картину «фильмом, в котором каждое изображение доведено до почти пугающей простоты», а в конце сказал: «Это не тот фильм, который нужно измерять и взвешивать».

## Дополнительные факты
- В соответствии с Системой возрастной классификации кинопоказа в России лента имеет возрастные ограничения «фильм разрешен для показа зрителям, достигшим 14 лет»
- В 2000 году фильм выпускался российским дистрибьютором «Екатеринбург Арт».
- Сюжет клипа на песню американской рок-группы Evanescence My Heart Is Broken, был вдохновлён сюжетом этого фильма.

## Призы
- 1989 — Международный фестиваль фантастического кино в Авориазе — Гран-при по разделу «Странные фильмы»
- 1989 — Международный фестиваль фантастического кино Fantasporto — специальная премия критики, приз исполнительнице женской роли (Шарлотта Берк)